# Veľká Hradná
Veľká Hradná je obec na Slovensku v okrese Trenčín. Žije v ní 772 obyvatel. První písemná zmínka o vesnici pochází z roku 1329. Ve vsi stojí římskokatolický kostel Panny Marie Lurdské z roku 1935. Vesnice stojí v severním výběžku sprašové Nitranské pahorkatiny v blízkosti Považského Inovce, na horním toku Hradnianského potoka. V katastrálním území obce se nachází část přírodní památky Svinica.

## Osobnosti
Ve vsi se v roce 1706 narodil filozof a astronom Peter Krištof Akai.